# Cajigal (Sucre)
Cajigal é um município da Venezuela localizado no estado de Sucre.
A capital do município é a cidade de Yaguaraparo.